# 伊賀兼光
伊賀 兼光（いが かねみつ）は、鎌倉時代後期から南北朝時代にかけての御家人、実務官僚。六波羅探題越訴頭人であった山城守伊賀光政の子。父の官名にちなんで山城兼光とも。

## 生涯
伊賀氏は藤原北家秀郷流と伝えられる。鎌倉時代初期の、伊賀守朝光以降、伊賀を姓としたとされている。以後、北条氏の外戚として鎌倉幕府の有力御家人であったが伊賀氏事件以後勢力を弱め、評定衆、引付衆など幕府の実務官僚として活躍した家系である。
兼光も鎌倉時代末期に六波羅探題の引付頭人兼評定衆となっている。この頃の所領は不明であるが、歴史学者の網野善彦は、文永2年（1265年）11月に兼光の曾祖父光宗の跡（後継者）として、若狭国耳西郷・日向浦の地頭職を継承したことが確認されている伊勢前司、及び、元亨4年（1324年）3月の日付がある大和国般若寺の康俊・康成作の文殊菩薩像墨書銘に見える施主前伊勢守藤原兼光を、伊賀兼光と推定している。この説では、文殊菩薩像墨書銘に願主として殊音（文観）が見えること、「金輪聖主御願成就」とあるのは後醍醐天皇による正中の変の成功を指しているとして、兼光を建武の新政以前から後醍醐天皇に内通していたと見ている。更に後醍醐天皇と楠木正成とを仲介したとする見解もある。
建武の新政が始まると若狭守護と国司を兼任し、更に図書頭兼土佐守、大蔵少輔に任ぜられる。一方で雑訴決断所（五畿内担当）、窪所、記録所、恩賞方を兼任し、新政の役職の中枢を占める幹部として活躍した。これには、官司請負制を打破しようと寵臣を使った異例の人事を行ったとの佐藤進一の評価がある。
しかし新政は2年半で瓦解し、兼光のその後の消息は不明となる。

## 登場作品
- 『太平記』（NHK大河ドラマ、1991年）演：ト字たかお